# Kiki (1926)
Kiki ist eine US-amerikanische Stummfilmkomödie aus dem Jahr 1926 von Clarence Brown mit Norma Talmadge in der Titelrolle, die den Film auch produzierte. Das Drehbuch basiert auf dem gleichnamigen Bühnenstück von André Picard. Den Verleih übernahm First National.

## Handlung
Die Pariserin Kiki wird von einer Zeitungsverkäuferin zur Tänzerin. Als sie sich mit Paulette Mascar, dem Star und der Geliebten des Regisseurs Victor Renal streitet, wird sie jedoch gefeuert. Renal gibt nach, als Kiki um Hilfe fleht, und nimmt sie zum Abendessen mit, sehr zum Leidwesen von Paulette. Die eifersüchtige Paulette begegnet den beiden beim Abendessen, begleitet von Baron Rapp, den sie heimlich umwirbt.
Als Paulette versucht, Kiki zu demütigen, nimmt Renal sie mit zu sich nach Hause, wo er von ihrer Schönheit fasziniert ist. Kiki streitet weiterhin mit Paulette, die mit dem Baron konspiriert, um das Mädchen von Renal wegzulocken. Nach einem Kampf mit Paulette täuscht Kiki einen Anfall von Katalepsie vor. Renals Sympathie verwandelt sich in Liebe, und als Kiki schließlich sich scheinbar erholt hat, küsst sie ihn, woraufhin Renal ihr einen Heiratsantrag macht.

## Hintergrund
Am 9. Mai 1925 wurde bekannt gegeben, dass Joseph M. Schenck die Rechte an dem 1920 erschienenen Theaterstück erworben hatte. Das Stück war von André Picard geschrieben und 1921 von David Belasco als Hauptdarsteller für seine Frau Norma Talmadge adaptiert worden. Die Produktion sollte im Spätherbst 1925 beginnen.
Über vier Monate später wurde am 13. September 1925 berichtet, dass Clarence Brown als Regisseur für den Film von First National Pictures engagiert worden sei, dessen Dreharbeiten in drei Wochen beginnen sollten. Die Hauptdreharbeiten begannen jedoch erst im Dezember 1925, wie am 27. Dezember 1925 mitgeteilt wurde. Außerdem wurde bekannt gegeben, dass die Eröffnungsszenen vor Kurzem in den Studios von Joseph M. Schenck in Los Angeles gedreht worden waren. Laut einer Pressemeldung vom 20. Februar 1926 waren die Dreharbeiten abgeschlossen und der Film wurde derzeit geschnitten und die Zwischentitel erstellt.
Am 4. April 1926 kam der Film in die US-Kinos.
William Cameron Menzies oblag die künstlerische Leitung.
1931 entstand eine Neuverfilmung als Tonfilm unter der Regie von Sam Taylor.

## Kritiken
Der Filmkritiken-Aggregator Rotten Tomatoes hat in einer Auswertung ein Publikumsergebnis von 38 Prozent positiver Bewertungen ermittelt.
Mordaunt Hall von der The New York Times befand, während die Pariser Atmosphäre durch die luftigen amerikanischen Untertitel etwas getrübt werde, sei der Film dennoch durchweg amüsant, außer in den Episoden, in denen der Spaß entweder zu wild sei oder er unter der Wiederholung der Handlung leide.
Dennis Schwartz beklagte veraltete Story und Schauspiel.